# Rignac, Aveyron

Rignac este o comună în departamentul Aveyron din sudul Franței. În 1 ianuarie 2022 avea o populație de 2.019 de locuitori.